# Thonne-les-Près
Thonne-les-Près – miejscowość i gmina we Francji, w regionie Grand Est, w departamencie Moza.
Według danych na rok 1990 gminę zamieszkiwało 155 osób, a gęstość zaludnienia wynosiła 29 osób/km² (wśród 2335 gmin Lotaryngii Thonne-les-Près plasuje się na 890. miejscu pod względem liczby ludności, natomiast pod względem powierzchni na miejscu 980.).